# Ruta Nacional 77 (Argentina)
La Ruta Nacional 77 es una carretera argentina pavimentada, que se encuentra en el este de la Provincia de La Rioja y el oeste de la Provincia de Córdoba, uniendo el pueblo de Desiderio Tello (en el empalme con la Ruta Nacional 79) y el empalme con la Ruta Nacional 38 en las inmediaciones del límite entre ambas provincias. Su recorrido es de 102 km.
Anteriormente esta era la ruta provincial 32. En 1989 el gobierno provincial y la Dirección Nacional de Vialidad firmaron un convenio para el traspaso de la ruta a jurisdicción nacional.

## Localidades
Las ciudades y pueblos por los que pasa esta ruta de sudoeste a noreste son los siguientes (los pueblos con menos de 5000 hab. figuran en itálica).

### Provincia de La Rioja
Recorrido: 77 km (kilómetro 0 a 77).
- Departamento Rosario Vera Peñaloza: Desiderio Tello (km 0)
- Departamento General Ocampo: Milagro (km 37).

### Provincia de Córdoba
Recorrido: 3 km (km 77 a 80).
- Departamento Minas: El Chacho (km 78).

### Provincia de La Rioja
Recorrido: 22 km (km 80 a 102).
- Departamento General Belgrano: km 91 comuna monte grande.

## Traza antigua
En la década de 1970 existió una ruta con esta denominación en el noroeste de la provincia de La Rioja.
El convenio firmado el 14 de noviembre de 1972 entre la Dirección Nacional de Vialidad y Vialidad Provincial, pasó la Ruta Provincial 21 entre Villa Unión y San José de Vinchina (63 km) a jurisdicción nacional. Otro convenio firmado el 16 de mayo de 1975, pasó la Ruta Provincial 22 entre Vinchina y Jagüé (36 km) también a jurisdicción nacional. Entre 1973 y 1974 ambos tramos fueros asfaltados, siendo inaugurado por el ministro del interior Benito Llambí durante los últimos meses de 1974. A este camino se le dio la denominación Ruta Nacional 77. El Decreto Nacional 1595 del año 1979 volvió a la órbita provincial esta carretera con lo que se le cambió la denominación a Ruta Provincial 26.
Actualmente este camino es parte de la Ruta Nacional 76.